# Taraxacum extinctum
Taraxacum extinctum là một loài thực vật có hoa trong họ Cúc. Loài này được Kirschner & Štěpánek miêu tả khoa học đầu tiên năm 1993.